# کاراهالی
کاراهالی (به ترکی استانبولی: Karahallı) یک منطقهٔ مسکونی در ترکیه است که در استان عشاق واقع شده‌است. کاراهالی ۱۰٬۰۰۰ نفر جمعیت دارد و ۸۷۳ متر بالاتر از سطح دریا واقع شده‌است.